# Kédange-sur-Canner
Kédange-sur-Canner (Duits:Kehdingen an der Canner) is een gemeente in het Franse departement Moselle (regio Grand Est). De gemeente maakt deel uit van het arrondissement Thionville. Kédange-sur-Canner telde op 1 januari 2022 1.060 inwoners.

## Geografie
De oppervlakte van Kédange-sur-Canner bedroeg op 1 januari 2022 3,91 vierkante kilometer; de bevolkingsdichtheid was toen 271,1 inwoners per km².

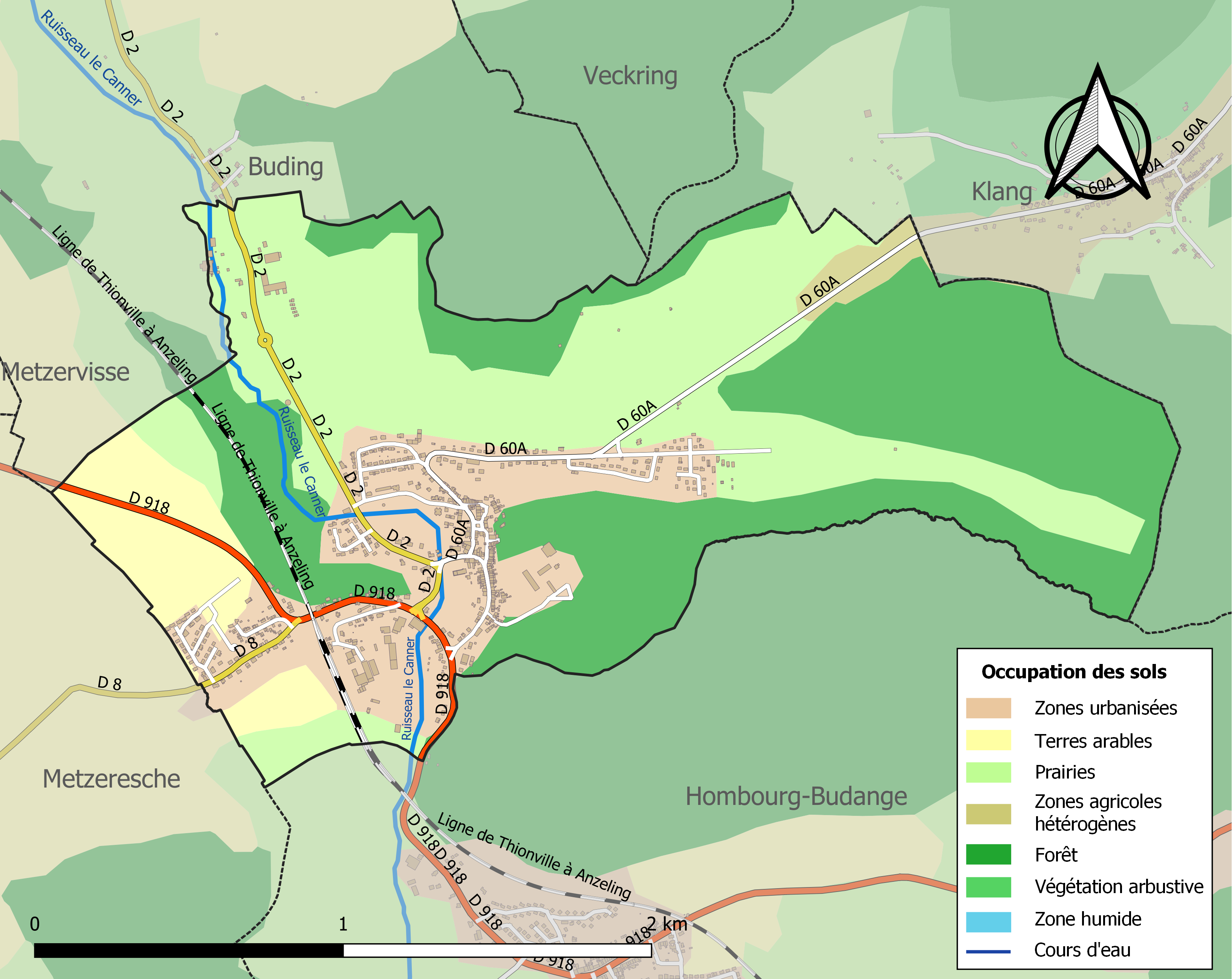
Kaart van de gemeente met de belangrijkste infrastructuur, bodemgebruik en omliggende gemeenten

## Demografie
Onderstaande figuur toont het verloop van het inwonertal (bron: INSEE-tellingen).